# أجيس الأول
أجيس الأول ابن يوريسثينيس مؤسس أسرة أجيداي، ويرجع نسبه إلى هرقل والحكايات عنه تملؤها الأساطير أكثر من الحقائق، وتروي الحكايات عنه أن احتل مدينة هيلوس الساحلية التي قاومت محاولته لتقليص الحقوق الممنوحة لها وقوانين طبقة العبيد.